# Смурфики (мультсериал, 1981)
«Смурфики» (англ. The Smurfs) — бельгийско-американский анимационный сериал, состоящий из 9 сезонов. Впервые он был показан на телеканале NBC 12 сентября 1981 года и завершился 2 декабря 1989 года. Мультсериал был сделан американской компанией «Hanna-Barbera» по комиксам «Смурфы», которые создал бельгийский художник Пьер Кюллифор, более известный как Пейо (Peyo). В общей сложности было произведено 256 выпусков.
В России были озвучены 4 фильма, а так же сериал про Смурфиков. 
Был озвучен первый фильм «Смурфики и волшебная флейта». В 2011 году вышел фильм «Смурфики», а в 2013 году вышло его продолжение.
Так же в 2017 году вышел мультфильм «Смурфики. Затеренная деревня».

## История
Первый выпуск выходит в эфир 12 сентября 1981 года на телеканале NBC, и результаты превзошли ожидания. В субботу утром «Смурфы» быстро станут номером один, достигнув 42 % аудитории. Это знаменует собой самый большой успех телеканала за последние двадцать лет в программе, предназначенной для детей, хотя до того момента его обогнали все его конкуренты. Только Багз Банни в свое время имел аудиторию, равную Смурфам. Успех позволяет каналу продавать мультфильм в 47 странах, включая Бельгию и Францию.

## Список персонажей
(подробнее…)

## Список серий
В России транслировался данный сериал с 2010 по 2013 годы. Сериал состоит из 256 выпусков, вышедших в течение 9 сезонов. На русский язык полностью переведены все 9 сезонов, а также спин-офф мультсериала — «Смурфики: Йохан и Чиж», состоящий из 16 серий. 2 сентября 2013 года на канале «Карусель» начался повторный показ первых четырёх сезонов с переозвученным переводом. Озвучено по заказу ВГТРК.
Роли озвучивали:
Дмитрий Филимонов - Гаргамель, Благоразумник (в серии "Смурфы в открытом море"), Сластена, Хохмач, Неряха, Поэт, Модник, Смурф-портной и другие мужские роли (1-6 сезоны)
Александр Быков - Папа Смурф, Растяпа, Художник, Поэт, Красавчик, Модник и другие мужские роли
Илья Хвостиков - Ворчун, Силач, Мастер, Лентяй, Нэт, Гаргамель и другие мужские роли
Даниил Эльдаров - Благоразумник, Хохмач, Сластена, Грубал и другие мужские роли (Конец 6 сезона, 7-9 сезоны + спин-офф)
Людмила Ильина - Смурфетта, Сасетта и другие женские роли

### Сезон 1
1. Смурфетта
2. Смурф-ученик / Красавчик в беде
3. Король смурф / Проказник Весельчак (Король Смурфиков / Лекарство Хохмача)
4. Астросмурф (Астросмурфик)
5. Смурфы и дракон (Смурфик — драконоборец)
6. Смурф-чародей / Волшебный вредина
7. Смурфы и Птицевой (Смурфики и Птицевой)
8. Заколдован, заморочен и засмурфлен (Заколдован, заморочен и засмурфиклен)
9. Очки цвета смурфа / Ночной кошмар Мечтателя
10. Суп смурфа
11. Пушистые проблемы / Не всё то смурф, что блестит
12. Ромео и Смурфетта
13. Сотый смурф / Смурфония в до-мажоре
14. Волшебное яйцо / Суперсмурф
15. Бальные туфли Смурфетты
16. Ненастоящий смурф / Малыш смурф
17. Сэр Здоровяк
18. Фиолетовые смурфы / Таинственный замок
19. Спасение смурфов
20. Увеличивающая смесь / Смурф в плохую погоду
21. Художник и Поэт
22. Пещерные смурфы / То ты их смурфишь, то нет
23. Благородный Гаргамель / Смурфы и денежное дерево
24. Заводной Смурф
25. Посмурфленный рай / Снежное чудище
26. Фонтан молодости
27. Весенний выпуск (специальный выпуск)

### Сезон 2
1. (28) Добро, зло и смурфы
2. (29) Подруга Смурфетты / Жадина худеет
3. (30) Смурф, который не мог сказать «нет»
4. (31) Мотовство до нужды досмурфит. Т-т-т-трясущиеся смурфы
5. (32) Опасное зелье
6. (33) Мышка Пискля / Пришелец из космоса
7. (34) Злые тролли
8. (35) Спасение друга / Месть смурфов
9. (36) Тот, кто смеётся последним / Смурфы в лабиринте
10. (37) Ради Гаргамеля / Смурф Ван Винкль
11. (38) Небо падает / Смурф-предатель
12. (39) Свадебный день Папы Смурфа
13. (40) Растяпа и будущее / Смурфные сны
14. (41) Смурф — это не цветок / Волшебное слово
15. (42) Смурфы в открытом море
16. (43) Сундук с неприятностями / Смурфы-лунатики
17. (44) Маленький великан
18. (45) Всё хорошо, что хорошо кончается
19. (46) Затерянный город Йора
20. (47) Приключения Робина Смурфа
21. (48) Проблемы с пузырями / Райские смурфы
22. (49) Три смурфкетёра
23. (50) Мой смурфный валентин (специальный выпуск)
24. (51) Рождественский выпуск (специальный выпуск)

### Сезон 3
1. (52) Однажды в синее полнолуние
2. (53) Первое апреля — день смурфов / Волшебный посох
3. (54) Рождение Вонючки / Смурфы-пожарные
4. (55) В каждой картине смурфность
5. (56) Крылатый колдун / Первый телесмурф
6. (57) Честь и хвала смурфу / Нет времени для смурфов
7. (58) Золотая премия смурфов
8. (59) Книга смурфорекордов / Добрый сосед смурф
9. (60) Немного смурфуверенности / Трубач и испорченное шоу
10. (61) Последняя смурфника
11. (62) Влюблённая Хогата / Колокольчик для Азраэля
12. (63) Смурфетта на один день. Волшебные серёжки
13. (64) Слезинка смурфа / Как смурфить радугу
14. (65) Чудесный смурфер
15. (66) Канун Хэллоуина
16. (67) Смурф от смурфа недалеко падает / Смурфы и лесорубы (На все руки смурфик / Неуклюжие смурфики)
17. (68) Лучше дома места нет / Говори за себя, смурф Фермер (В гостях хорошо, а дома лучше / Твое слово, Фермер)
18. (69) Сердце Здоровяка / Смурфить вора
19. (70) Благородный олень
20. (71) Незабудки для смурфов / Подарок для Папы Смурфа
21. (72) Возлюбленная Ловкача
22. (73) Проверка силы воли / Везучий Растяпа
23. (74) Капсула времени
24. (75) Жадина и волшебный горшочек / Язык жестов
25. (76) Крошка Смурф потерялся / Маленькая ведьма
26. (77) Первое Рождество Крошки Смурфа
27. (78) Поиски камня смурфов / Деревня для смурфов
28. (79) Объятия для Ворчуна / Свадьба Гаргамеля
29. (80) Волшебная погремушка / Все существа большие и смурфные
30. (81) Смурф, который мог стать королём / Красота в душе смурфа
31. (82) Смурфийские игры (специальный выпуск)

### Сезон 4
1. (83) Вербные феи
2. (84) Великан Гаргамеля / Гаргулья в башне двух скандалистов
3. (85) Тень Весельчака / Только правда и ничего кроме правды
4. (86) Заколдованный волшебник
5. (87) Тайна мглистого болота / Смурфопликация
6. (88) Ураган в деревне смурфов
7. (89) Странник / Лунный человек
8. (90) Питомец для Крошки Смурфа / Символы мудрости
9. (91) Волшебные имбирные пряники / Секрет деревенского колодца
10. (92) Цирк для Крошки Смурфа
11. (93) Повозка со смурфами / Пусть цветы всегда цветут
12. (94) Чувство юмора / Дурная фортуна Гаргамеля
13. (95) Смурфочасы / Здоровяк и колёсный смурфер
14. (96) Прыгучий кашель
15. (97) Волшебные волосы Смурфетты / Смурфы-монстры
16. (98) Постучи по дереву
17. (99) Подсмурфь другую щёку / Троянский смурф
18. (100) Тряпичный медведь / Смурфетта-сладкоежка
19. (101) Оранжевая лошадка с золотыми подковами
20. (102) Волшебная игла Портного / Завтрак у Жадины
21. (103) Окаменевшие смурфы / Большеносая дилемма
22. (104) Тревожные бородавки / Смурфоматический смурфулятор
23. (105[3]) Пижамная вечеринка у Лентяя /Смурфмобильные гонки
24. (106) Хозяин смурфиков
25. (107) Синеглазка возвращается. Крошки в мире бородавщиков
26. (108) Кафе-смурфоженное / Плохое место
27. (109) Смурфик-Большерот / Самые смурфные друзья
28. (110) Волшебный подгузник Крошки / В поисках призраков

### Сезон 5
1. (111) Смурфно и счастливо (специальный выпуск)
2. (112) Смурфлята / Смурфная борьба в грязи
3. (113) Сассетта
4. (114) Летающая кровать / Хорошо смурфится тот, кто смурфится последним
5. (115) Щенок / Метатель пирогов в маске
6. (116) Попробуй как я
7. (117) Песочная ведьма / Мечтатель и его друзья по переписке
8. (118) Мы не сдадимся
9. (119) Прилип к смурфикам / Обучая Большерота
10. (120) Дикий и мохнатый / Королева Смурфетта
11. (121) Самая ворчливая игра в городе / Провал великого склизкого урожая
12. (122) Монстр из тьмы
13. (123) Большеротик / Благоразумник — друг животных
14. (124) Счастливого несчастливого дня / Выходной Папы
15. (125) Марко и перечные пираты
16. (126) Свободу смурфикам / То, что бродит в ночи
17. (127) Умная вечеринка Благоразумника / Тревожные смурфики
18. (128) Комета приближается
19. (129) Рецепт Папы для Щенка / Творческий ступор Поэта
20. (130) Обожаю этих смурфиков / Конкурс «Мистер Смурфик»
21. (131) Роза Смурфетты / Они смурфят нашу песню
22. (132) Папин семейный альбом
23. (133) Беззвучный смурфик / Кормил ли ты сегодня своего питомца?
24. (134) Гаргамель путешествует во времени / Только работа и никакого смурфенья
25. (135) Первое слово Крошки

### Сезон 6
1. (136) Смурфмиссия. Часть I
2. (137) Смурфмиссия. Часть II
3. (138) Смурфмиссия. Часть III
4. (139) Заколдованное перо
5. (140) Смурфики-пожарные
6. (141) Я посмурфил дерево / Проблема со скворцом
7. (142) Новая работа Гаргамэля
8. (143) Доктор Злюка и мистер Мил / Дон Смурфо
9. (144) Плащ Хохмача / Путь Модника
10. (145) Воспитание Большеножика / Смурфик — книжный червь
11. (146) Сластёна бастует
12. (147) Кошмар Лентяя
13. (148) Корень зла / Последний козодой
14. (149) Папа, Папа
15. (150) Путешествие в центр смурф-земли / Возлюбленная Грубла
16. (151) Облако Растяпы / Влюблённый в Хогату
17. (152) Самый маленький викинг
18. (153) Воспитай Щенка / Галантный смурф
19. (154) Алый Квакун
20. (155) Смурфики-ябеды / Золотое сердце
21. (156) Самая несмурфная игра / Разрушитель Смурфидола
22. (157) Королевский барабан
23. (158) Повелитель Грубл / Ворчун учится плавать
24. (159) Смурфик-одиночка на острове / Смурф-ответ
25. (160) Самый высокий смурфик / Подарок Смурфетты
26. (161) Зуб Сассетты / Смурфики на колёсах
27. (162) Мир глазами смурфлят / Смурфдоктора вызывали?
28. (163) Весь мир — смурфеатр / Беспечные смурфики
29. (164) Самый популярный смурфик / Музыку не украсть
30. (165) Потеря смурфика
31. (166) Щенячья жизнь / Джинн Фермера
32. (167) Сущность Благоразумника / Цветы Смурфетты
33. (168) Плачущие смурфики / Смурфик из будущего
34. (169) Кукла Гаргамеля / Смурфик в бегах
35. (170) Новая игрушка Крошки / Окновидение Мастера
36. (171) Принц и попрыгун
37. (172) Последнее заклинание Папы / Цвет смурфика
38. (173) Смурфик Чистюля / Рог изобилия
39. (174) Притяжение сферы

### Сезон 7
1. (175) Паровозные смурфики / Книжка шуток Хохмача
2. (176) Смурфпоиск золота / Смурфики с небоскреба
3. (177) Певец-смурфик / Все новости достойны смурфика
4. (178) Сложности Неуверенного / Возвращение к Дону Смурфо
5. (179) Грубл и Большая Книга Заклинаний
6. (180) Переделанная Смурфетта
7. (181) Меняющиеся смурфики
8. (182) Дикий Смурфик. Часть I
9. (183) Смурфик Дровосек / Дикий Смурфик. Часть II
10. (184) Чудесная игрушка Крошки / Охотник за смурфиками
11. (185) Мозг Азраэля / Счастливая звезда Смурфетты
12. (186) Соперник Силача / Поэт-всезнайка
13. (187) Несмурфный друг смурфлёнка / Вырезанные смурфики
14. (188) Улей Сассетты
15. (189) Потерянная любовь Хлоргедрины
16. (190) Длинная история для Дедушки
17. (191) Механический смурфик
18. (192) Неспящие смурфики / Предсказуемые смурфики
19. (193) Книга историй Поэта / Там, где живут дикие смурфики
20. (194) Маленький большой смурфик / Мяч в смурфной лунке
21. (195) Стойте и идите, смурфики / Невезучие смурфики
22. (196) Второе детство Гаргамеля. Полтерсмурфик
23. (197) Без ума от Смурфетты / Дикое приключения Красавчика
24. (198) Самый быстрый колдун в мире / Спой песню о смурфлятах
25. (199) Легендарные смурфик / Последняя воля Гаргамеля
26. (200) Прорицательница Смурфетта
27. (201) Волшебная палочка Санта-Клауса
28. (202) Возлюбленная Гаргамеля
29. (203) Новогоднее смурфство (специальный выпуск)
30. (204) Танцующий медведь / Смурфик и единорог
31. (205) Никакой Смурфик / Лучший друг Красавчика
32. (206) Времена смурфиков / Смурфик-попрыгун
33. (207) Принц смурфик / Приговор смурфику
34. (208) Смурфик, который не ошибался / Пернатый друг
35. (209) Приключения Гаргамеля / Папа на день
36. (210) Как смурфик был оборотнем. Кукла Модника
37. (211) Отверженные смурфики / Волшебная дружба Сассетты
38. (212) Золотые смурфики
39. (213) Грубл-карьерист
40. (214) Питомец смурфиков

### Сезон 8
1. (215) Потерянный смурфик
2. (216) Дом для Нянюшки
3. (217) Численное преимущество Заводного Смурфика / Смугл поёт блюз
4. (218) Смурфики в кадре / Смурфительная жизнь
5. (219) Мир находок
6. (220) Да здравствует Благоразумник! Щенок Пеппи
7. (221) Запоминающий арбуз
8. (222) Заклятый враг Дедушки
9. (223) Операция по спасению Дедушки / Фокус с зеркалами
10. (224) Смурфинная пресса. Непутёвые няньки
11. (225) Архивы зла
12. (226) Смурфик для Денизы
13. (227) Сосед Большерота / Так делает Нянюшка
14. (228) Кукла-сладкоежка Денизы / Незванные гости Дона Смурфо
15. (229) Трость Дедушки
16. (230) Растяпа за главного / Вечеринка Денизы

### Сезон 9
В 9 сезоне Смурфики с помощью магических кристаллов перемещаются во времени. В каждой последующей серии приключения начинаются в разных странах и эпохах.
Сезон путешествий во времени стал заключительным в мультсериале. Из-за низких рейтингов 9-го сезона сериал был закрыт, а Смурфики так и остались затерянными во времени.
1. (31) Всеми забытые смурфики
2. (32) Затерянные в веках / Пещерные смурфики
3. (33) Смурфики в Ирландии / Красотка Хогапатра
4. (34) Милая мумия
5. (35) Зелёный палец Смурфетты / Троянский смурфик
6. (36) Смурфная Одиссея
7. (37) Монументальный Ворчун / Суперпицца Сластёны
8. (38) Каникулы в Гномии
9. (39) Недалёкие смурфики / Небесный сюрприз
10. (40) Джинн Растяпа
11. (41) Сердца и смурфики / Печенья с предсказанием
12. (42) Имперский панда-мониум
13. (43) Как вам это понравится / Бананы для Силача
14. (44) Смурфики круглого стола
15. (45) Рыбка по имени Модник / Силач и змея
16. (46) Призрачный волынщик
17. (47) Добрый день, Смугл / Растяпа-каратист
18. (48) Большой сон Папы
19. (49) Папа теряет терпение / Смурфики — важные птицы
20. (50) Смурфики-пираты
21. (51) Дедушкин фонтан молодости / Переполох в джунглях
22. (52) Приключения Художника
23. (53) Золотой носорог
24. (54) Дикая ошибка Благоразумника / Страшные смурфики
25. (55) Неотражающийся Красавчик / Дикий закуковал
26. (56) Смурфики с карри

### Спин-офф. «Смурфики: Йохан и Чиж»
1. Проклятая страна
2. Чёрный морозник
3. Магия Мальтрочу
4. Гоблин из каменного леса
5. Армия Йохана
6. Волшебный фонтан
7. Король-самозванец
8. Колдун-ворон
9. Замок с призраками
10. Кольцо Кастеллака
11. Возвращение Заводного Смурфика
12. Принц и Чиж
13. Заколдованное дитя
14. Волк в шкуре Чижа / Воздушный змей Мастера
15. Детёныш Мура
16. Чиж и Большерот / Мрачный гремлин

В оригинальном показе в США серии 1—13 относились ко 2-му сезону, а серии 14—16 — к 3-му сезону основного сериала.

## Награды
Мультсериал в 1983 и 1984 году получил Дневную премию «Эмми».

## Заметки
1. ↑  Руководящий режиссёр
2. ↑  Руководящий продюсер (4–5 сезоны)
3. ↑  Креативный продюсер (1–5 сезоны)
4. ↑  Анимация была передана на аутсорсинг компаниям Wang Film Productions и Toei Animation, начиная с 6-го сезона, и компании Saerom Animation с 7-го сезона.